# Steep Point (Südgeorgien)
Der Steep Point (englisch für Steile Landspitze) ist eine Landspitze an der Nordküste von Südgeorgien. Sie liegt nordöstlich des Brown Point am Ostufer der Possession Bay.
Der deskriptive Name der Landspitze ist erstmals in einer Landkarte der britischen Admiralität aus dem Jahr 1931 enthalten.